# Jacqueline Obradors
Jacqueline Obradors (San Fernando Valley, 6 de outubro de 1966) é uma atriz estadunidense filha de imigrantes argentinos.

## Filmografia
- Soldier Boys (1995)
- O Pestinha 3 (1995)
- Seis Dias, Sete Noites (1998)
- Gigolô Por Acidente (1999)
- Atlantis - O Reino Perdido (2001)
- O Vingador (2003)
- Nine Lives - Fugindo do Passado (2004)

## Séries
- NYPD Blue (2001-2005)
- Freddie (2004)
- NCIS (2010)